# Мартин севанський
Мартин севанський, мартин вірменський (Larus armenicus) — вид мартинів з роду Larus. Поширений у Західній Азії.

## Поширення
Цей вид гніздиться у Грузії, Вірменії (розмножується на озерах Севан і Арпі), в Туреччині (кілька відомих колоній, від 12 до 3450 пар) і на північному заходу Ірану. Зимує у Східному Середземномор'ї, північній частині Червоного моря та у північній частині Перської затоки. Звіти з Єгипту свідчать про зимівну популяцію до 2100 особин на північному заході країни. Це звичайний зимовий гість і прохідний мігрант в Ізраїлі, де чисельність зменшилася з приблизно 60 000 птахів наприкінці 1980-х років до 22 000-26 000 особин у 2009—2014 роках, а в 2021 році — 6 000-12 000. Повідомлялося про невелику зимуючу популяцію в Кувейті.